# كي دي دي آي
كي دي دي آي المساهمة (باليابانية: KDDI株式会社 كي دي دي آي كابوشكي-غايشا
) هي شركة اتصالات يقع مقرها الرئيسي في تشيودا، طوكيو، اليابان، تأسست في العام 2000 من اندماج ثلاث شركات اتصالات، وهي من أحد أكبر مشغلي شبكة الهاتف المحمول في اليابان.

## روابط خارجية
- كي دي دي آي على موقع IMDb (الإنجليزية)